# Tragos
Tragos (gr. τράγος) – w starożytnej Grecji ofiara oczyszczalna z kozła, składana przez mieszkańców Aten podczas uroczystej procesji, otwierającej Dionizje Wielkie. Składaniu tragos towarzyszył dytyramb, śpiew chóru chłopięcego ku czci Dionizosa; po jego złożeniu oficjalnie ogłaszano początek przedstawień teatralnych.
Od wyrazów tragos (gr. τράγος) i ode (gr. ᾠδή, pieśń) wywodzi się nazwa tragedia (gr. τραγῳδία, tragodia).